# Unterheydener Straße 27 (Mönchengladbach)

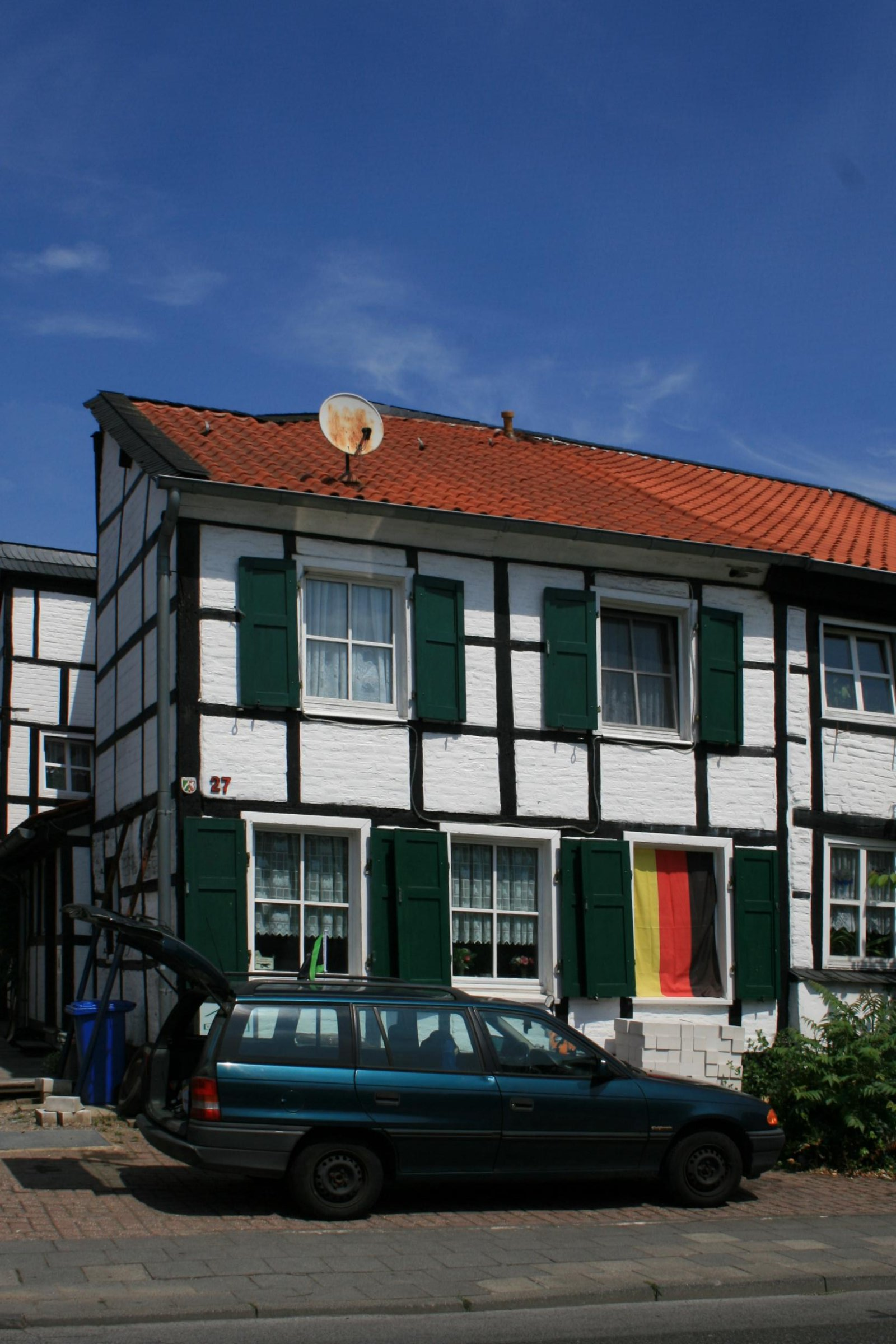
Fachwerkhaus (2010)

Das Wohnhaus Unterheydener Straße 27 steht im Stadtteil Rheydt in Mönchengladbach (Nordrhein-Westfalen).
Das Fachwerkhaus wurde im 18. Jahrhundert erbaut und unter Nr. U 005 am 4. Dezember 1984 in die Denkmalliste der Stadt Mönchengladbach eingetragen.

## Lage
Im alten Siedlungskern von Heyden steht in der Unterheydener Straße eine Gruppe von mehreren Fachwerkhäusern.  

## Architektur
Die vorgenannte Baugruppe aus dem 18. Jahrhundert besteht im Kern aus einem Bauernhaus, wohl aus dem 17. Jahrhundert. Der Kern des zweigeschossigen Fachwerkhauses ist ablesbar durch ein Ständerwerk gegliedert mit Rahmen und Hauptmittelstützen. Die Fachwerkgebäude an der Unterheydener Straße sind als Denkmale schützenswert.